# Museo Etnografico Tiranese
Das Museo Etnografico Tiranese (MET) ist ein ethnografisches Museum in Tirano, einer Stadt der Tallandschaft Veltlin in der Region Lombardei (Provinz Sondrio). Es wurde 1973 vom Centro Iniziativa Giovanile (C.I.G.) mit dem Ziel gegründet, Leben und Kultur der montanen bäuerlichen Lebenswelt des Veltlin zu erforschen und zu dokumentieren. Das Centro Iniziativa Giovanile führte das Museum bis Ende des Jahres 2017, seither zeichnet die Comune von Tirano für die Weiterführung und Entwicklung des Museums verantwortlich.

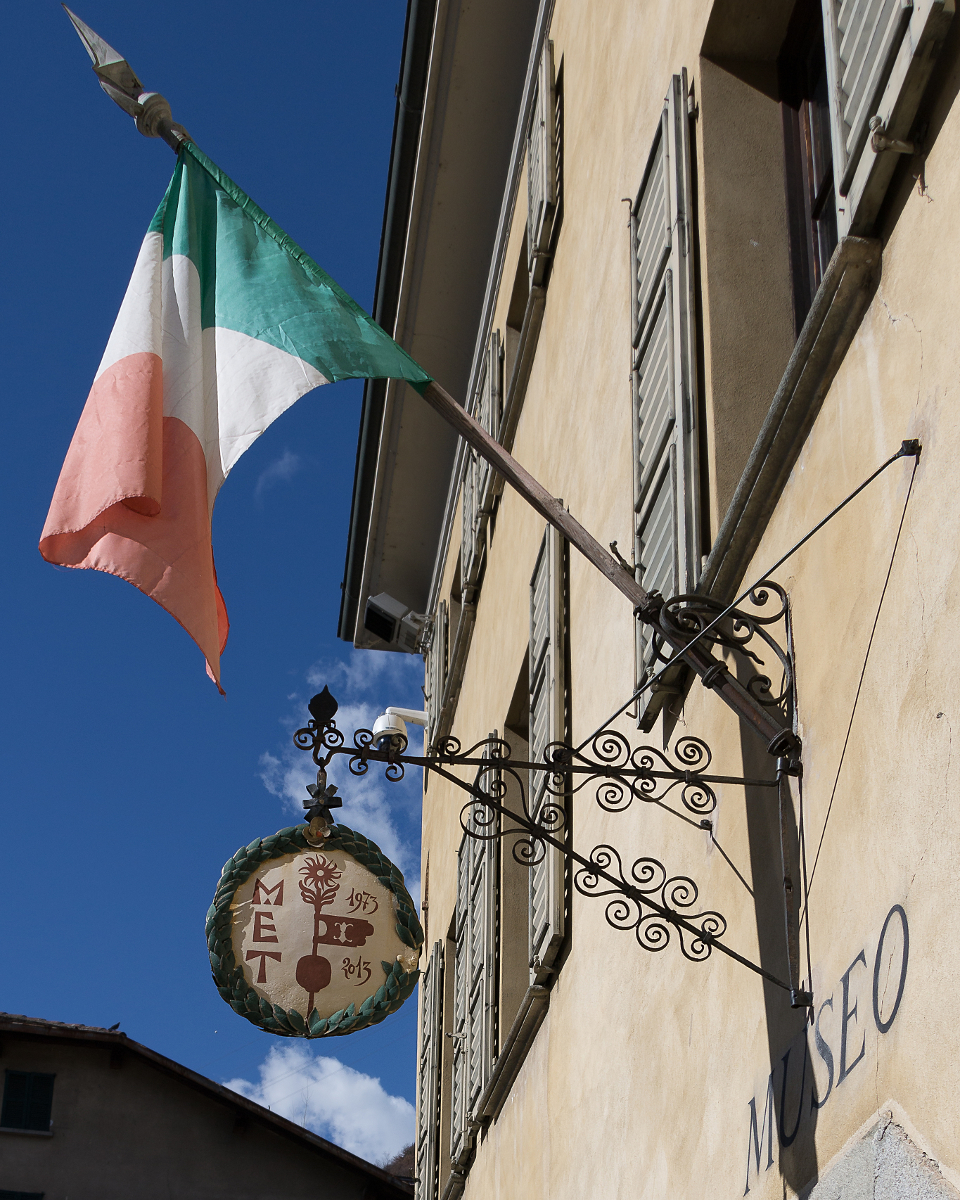
Museumseingang

## Museumssammlung
Die Sammlung des ist seit 1990 in der Casa del Penitenziere (dt. Haus des Pönitenziar), einem Palazzo aus dem 18. Jahrhundert in unmittelbarer Nähe der Basilika Madonna di Tirano untergebracht. Die Sammlung wurde in Folge der Veltliner Flutkatastrophe des Sommers 1987 in das neue Museumsgebäude, das zu diesem Zwecke von der Stadtgemeinde Tirano eigens restauriert wurde, verlegt. Strategisch betrachtet ist die Lage an der Piazza della Basilica für ein historisches Museum sehr interessant, war der Platz der Basilika doch seit 1514 mit einem Markt ausgestattet, der von hoher überregionaler Bedeutung war. Die Piazza wurde damals neben dem religiösen Element der Wallfahrtsbasilika auch mit einer historisch bedeutenden wirtschaftlichen Komponente versehen.

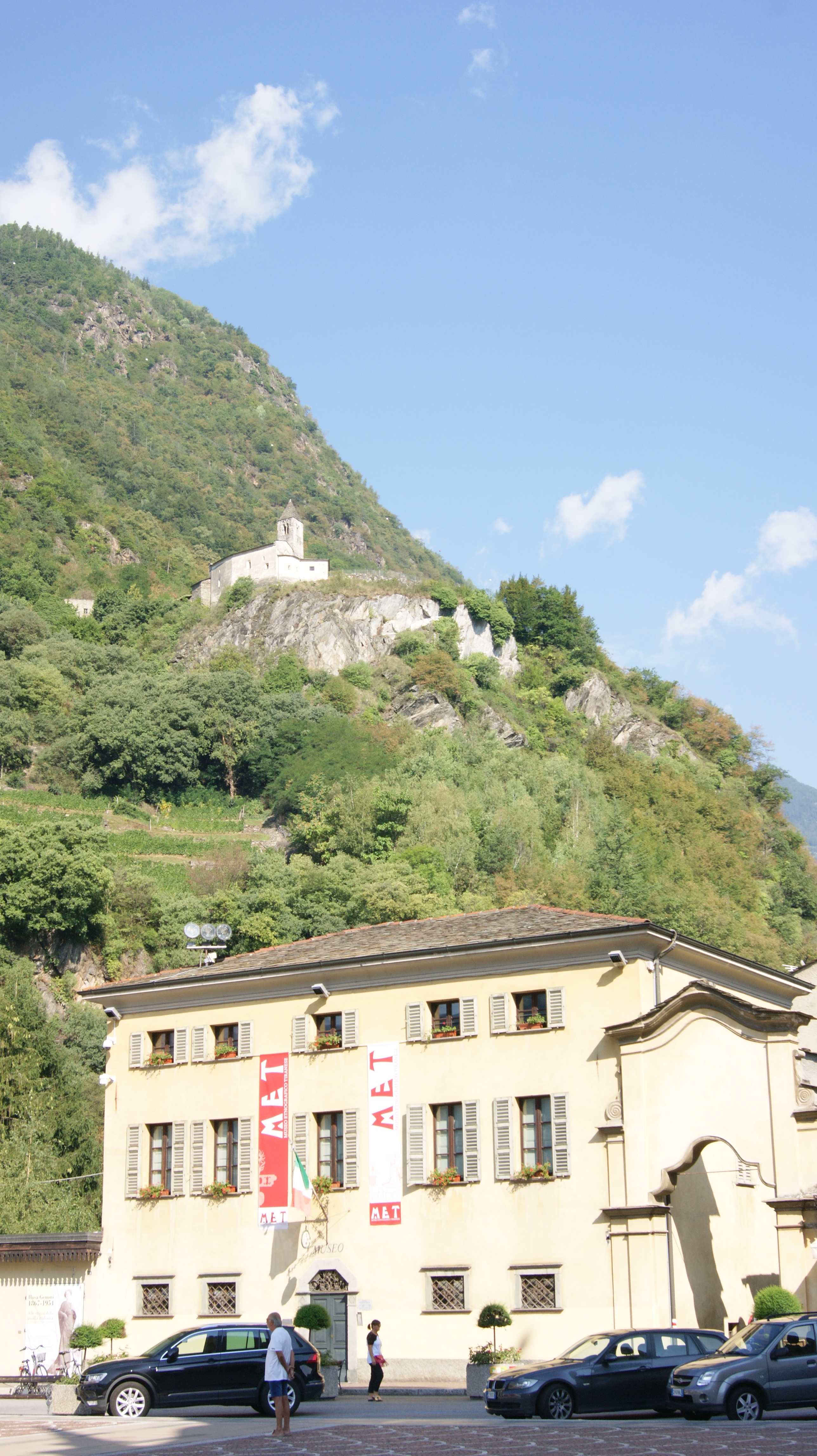
Palazzo del Penitenziere, in dem sich das Museum befindet. Darüber die Kirche Santa Perpetua

Schwerpunkte der Sammlung bilden Objekte und Geräte die das niedrigere und traditionell bäuerliche soziale Milieu im Veltlin widerspiegeln. Seit der Gründung 1973 hat das Museo Etnografico Tiranese mehr als 14.000 Objekte gesammelt, von denen etwa 7.000 in den Ausstellungsräumen des Museums zu sehen sind. Die Ausstellungsfläche erstreckt sich über drei Etagen und einen Kellerraum und zeigt dabei einen Querschnitt durch die historische Arbeits- und Lebenswelt des Veltlin. Im Erdgeschoss befindet sich unter anderem eine Werkstätte die mit der Ausstattung zur Holz- und Eisenbearbeitung eines Wagners und Fassbinders eingerichtet ist. Der erste Stock erklärt die traditionelle Textilherstellung aus Naturfasern wie Hanf oder Leinen. Zudem ist ein Raum dem religiösen Element der Stadt gewidmet und nimmt dabei Bezug auf die Wallfahrtskirche Madonna di Tirano. Hervorzuheben sind hier die prunkvollen Messgewänder, die 1636 von Kardinal Richelieu der Basilika geschenkt wurden. Vermutlich nicht aus reiner Großzügigkeit, sondern vielmehr aus politischem Kalkül, um zu jener Zeit der Bündner Wirren die franzosenfreundliche Partei im Tal zu stärken. Im zweiten Stock des Palazzo wurde eine Stüa mit originaler Wandvertäfelung aus Holz als Wohn- und Schlafzimmer eingerichtet, und in einem weiteren Raum die Grundzüge einer Küche rekonstruiert. Hauptstück ist jedoch der Saal, der die Utensilien des täglichen Gebrauchs der bäuerlichen Tätigkeit zeigt, etwa der Käserei, dem Schlachtwesen, der Waldarbeit oder der Reberziehung. Der Keller beherbergt insbesondere zwei historische Weinpressen aus Holz. Eine große Spindelkelter, wie sie für die Verarbeitung der Trauben im Tal auch typisch war, sowie eine kleine Spindelpresse, um den Most für die Herstellung des Sforzato zu pressen.

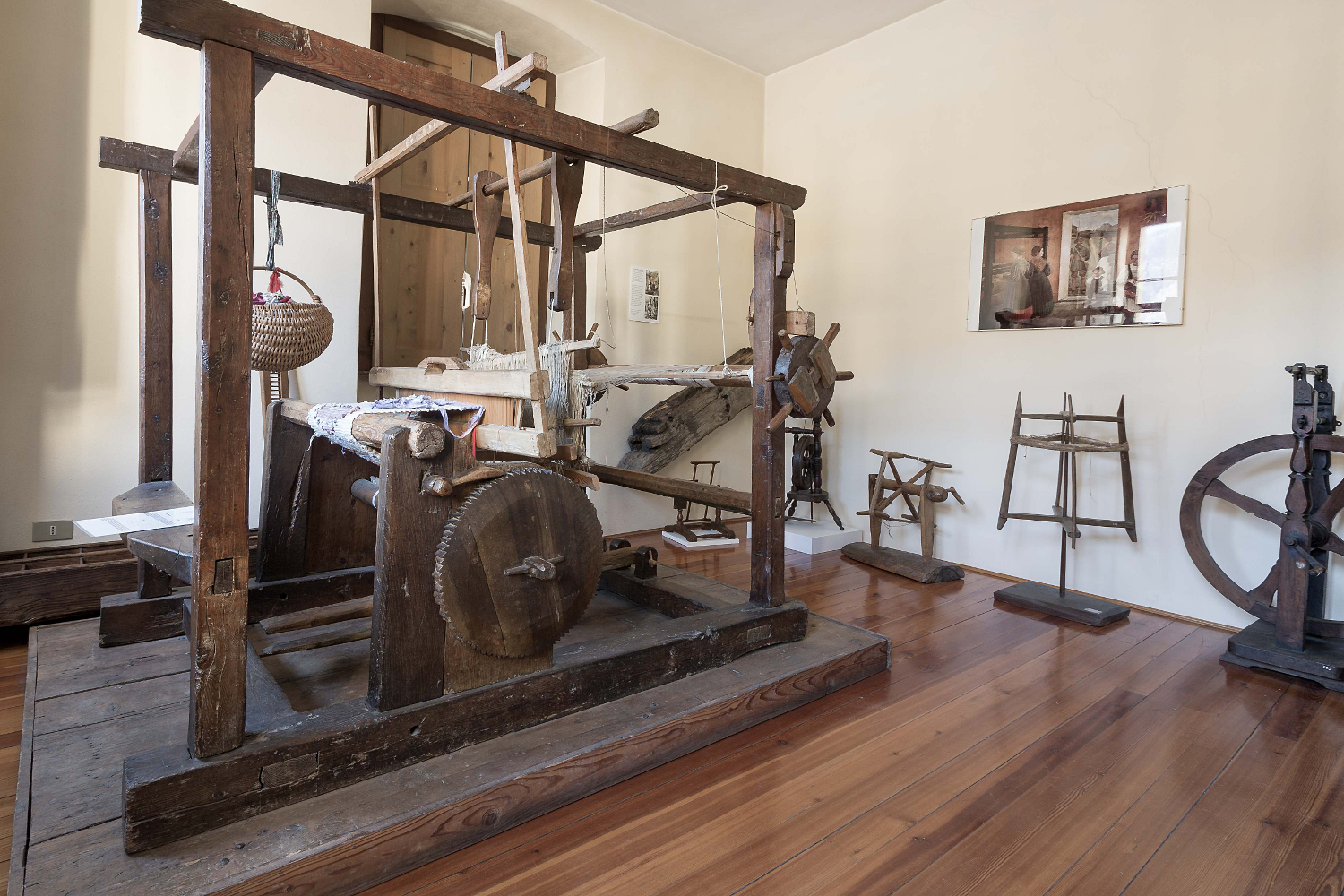
Handwebstuhl
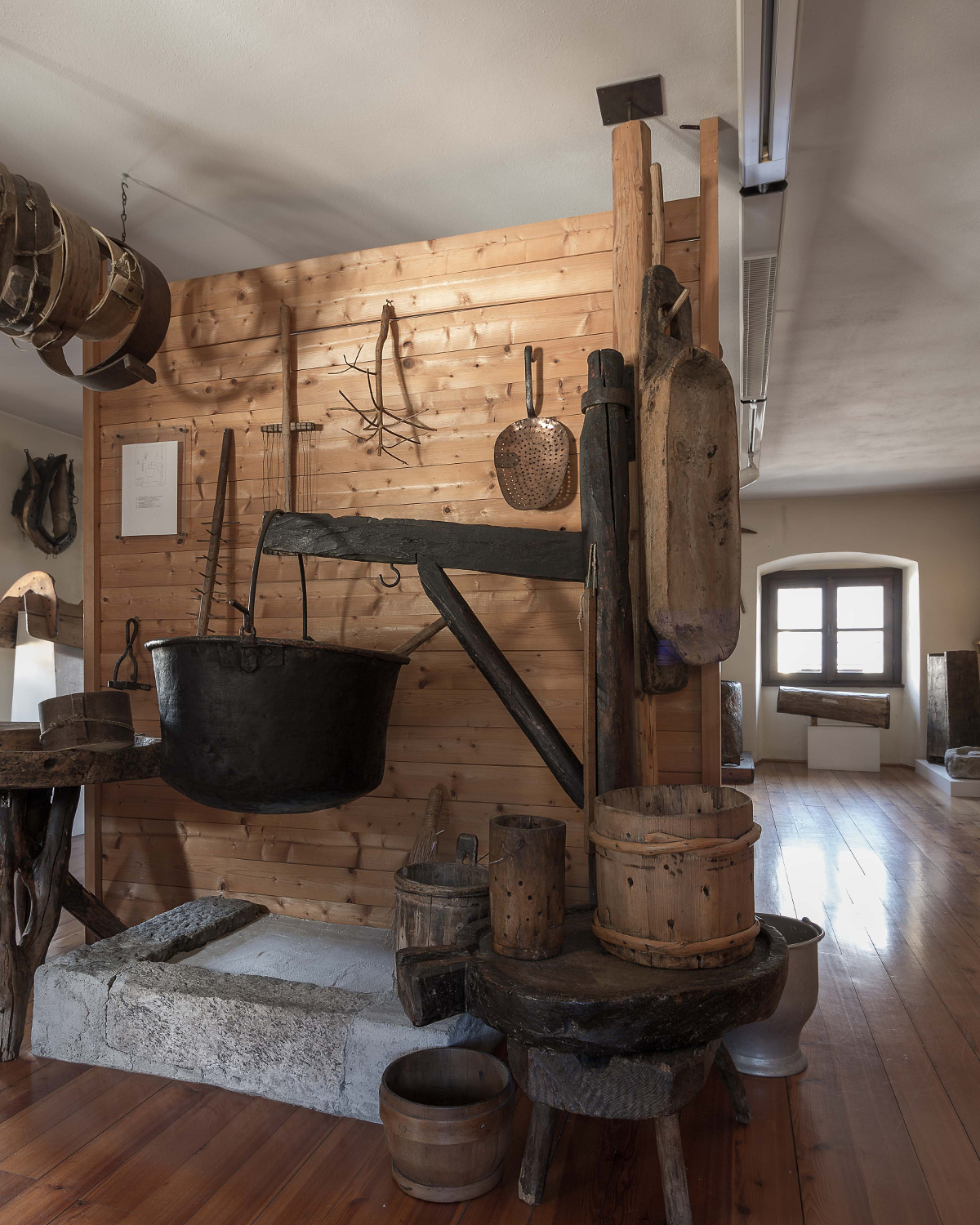
Käserei
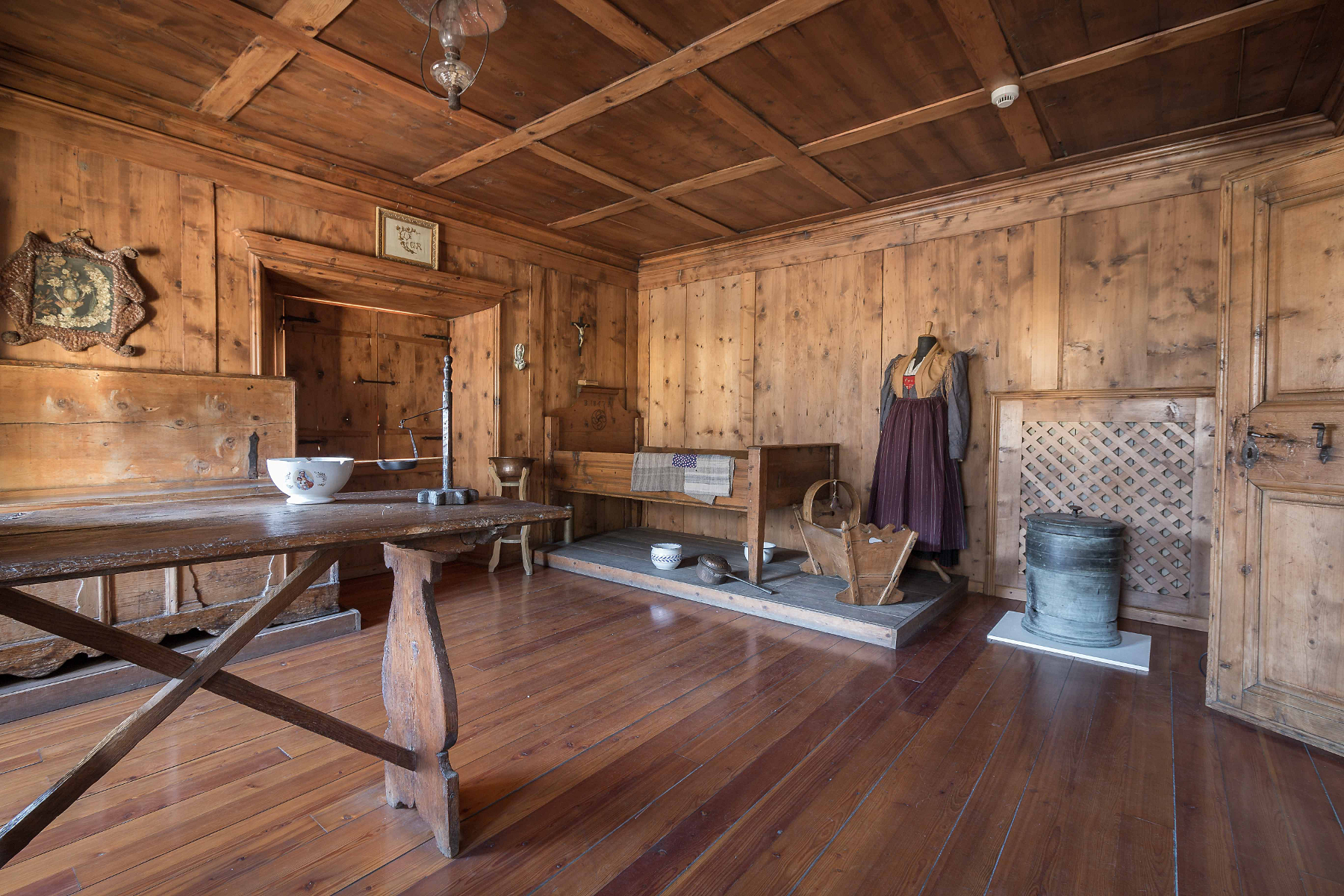
Veltliner Stüa (Stube)
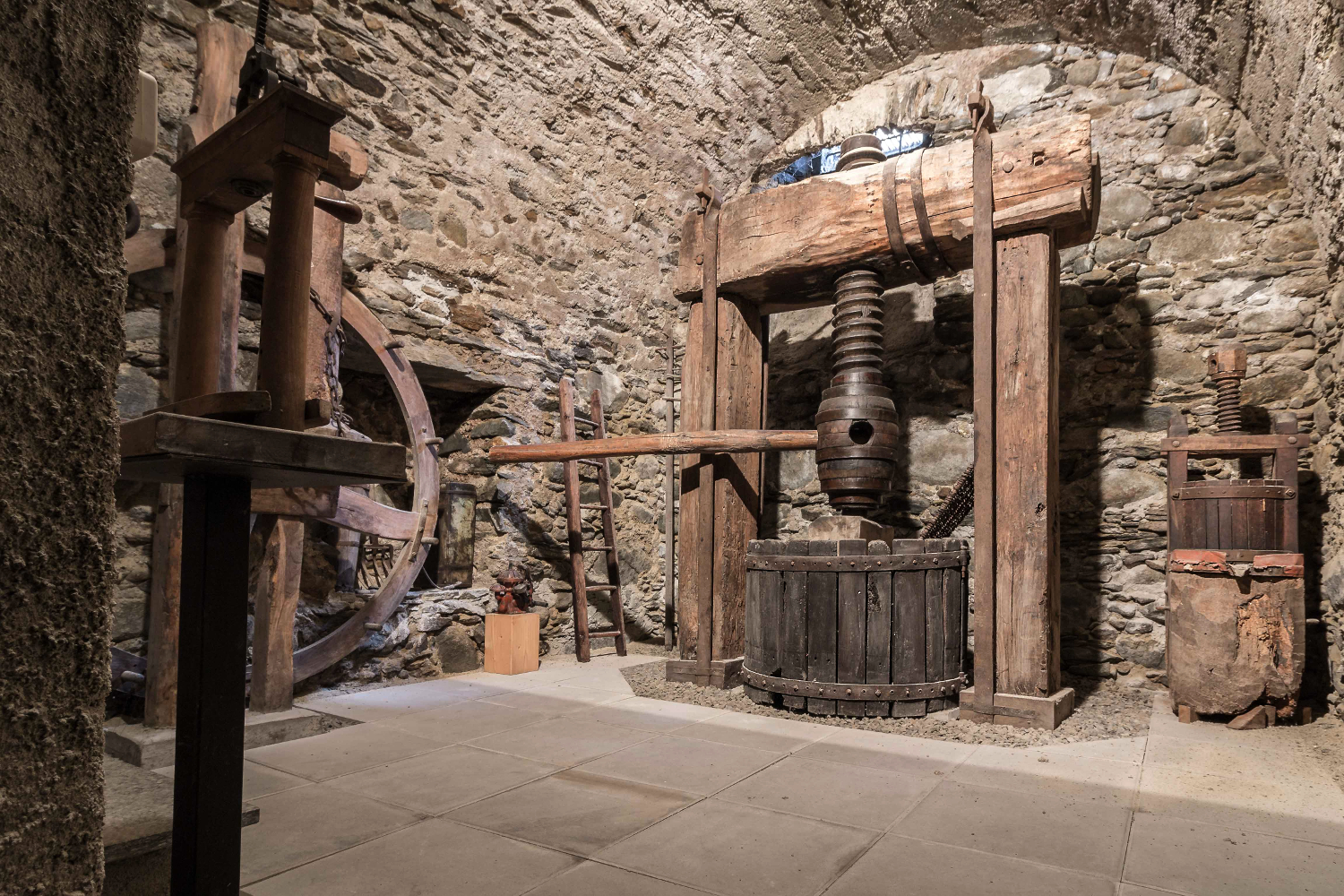
Weinkelter
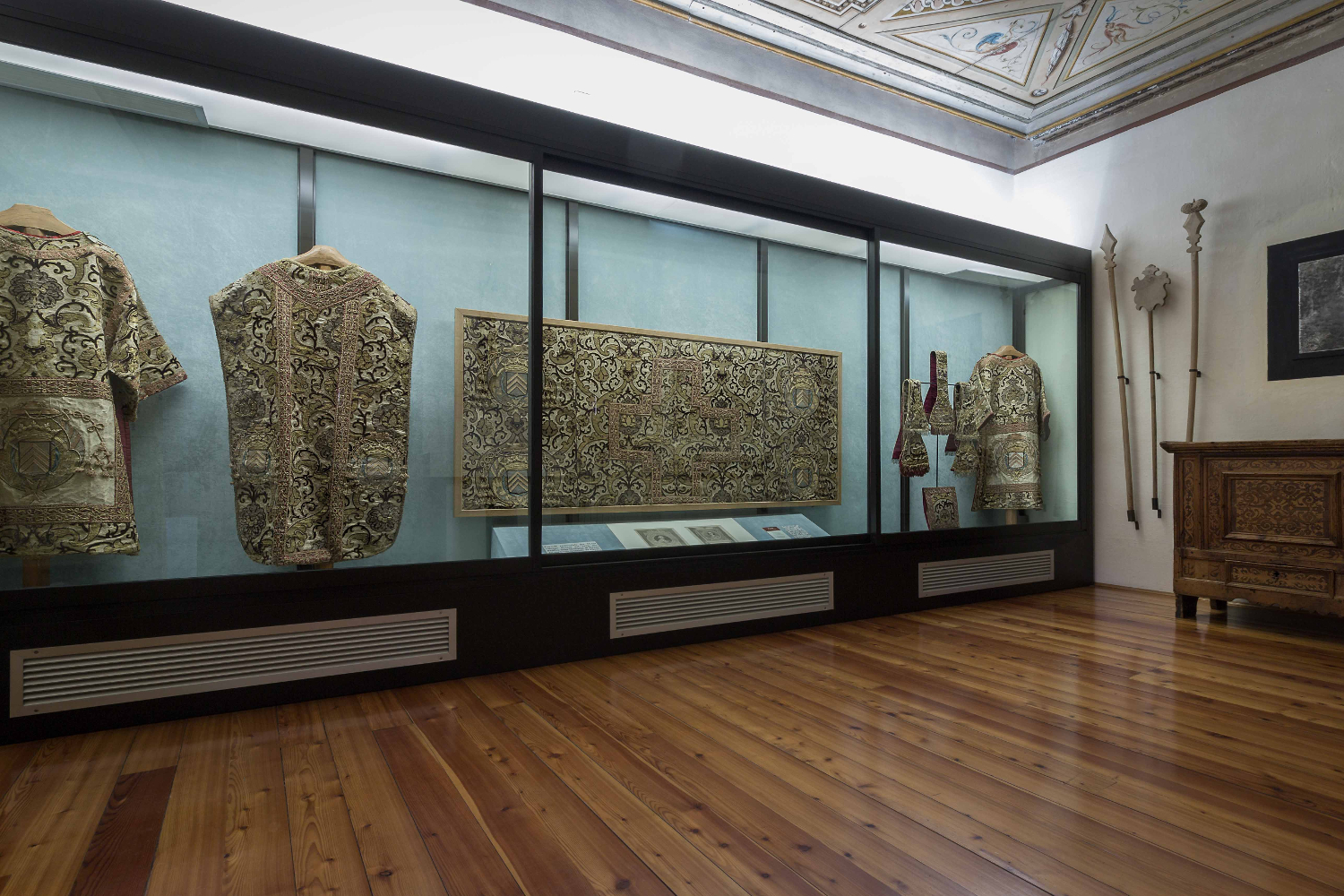
Messgewänder von 1636
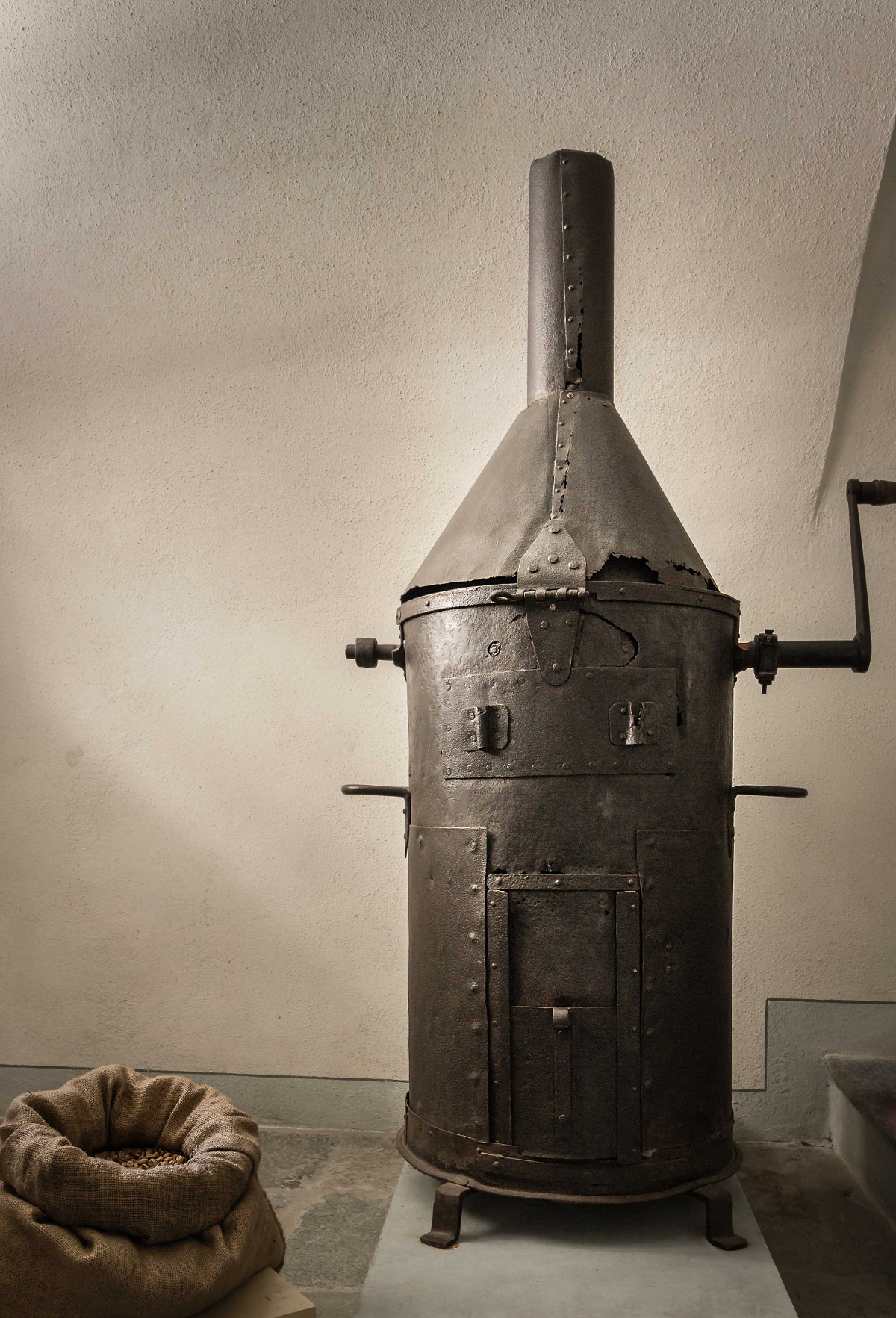
Kaffee-Röster

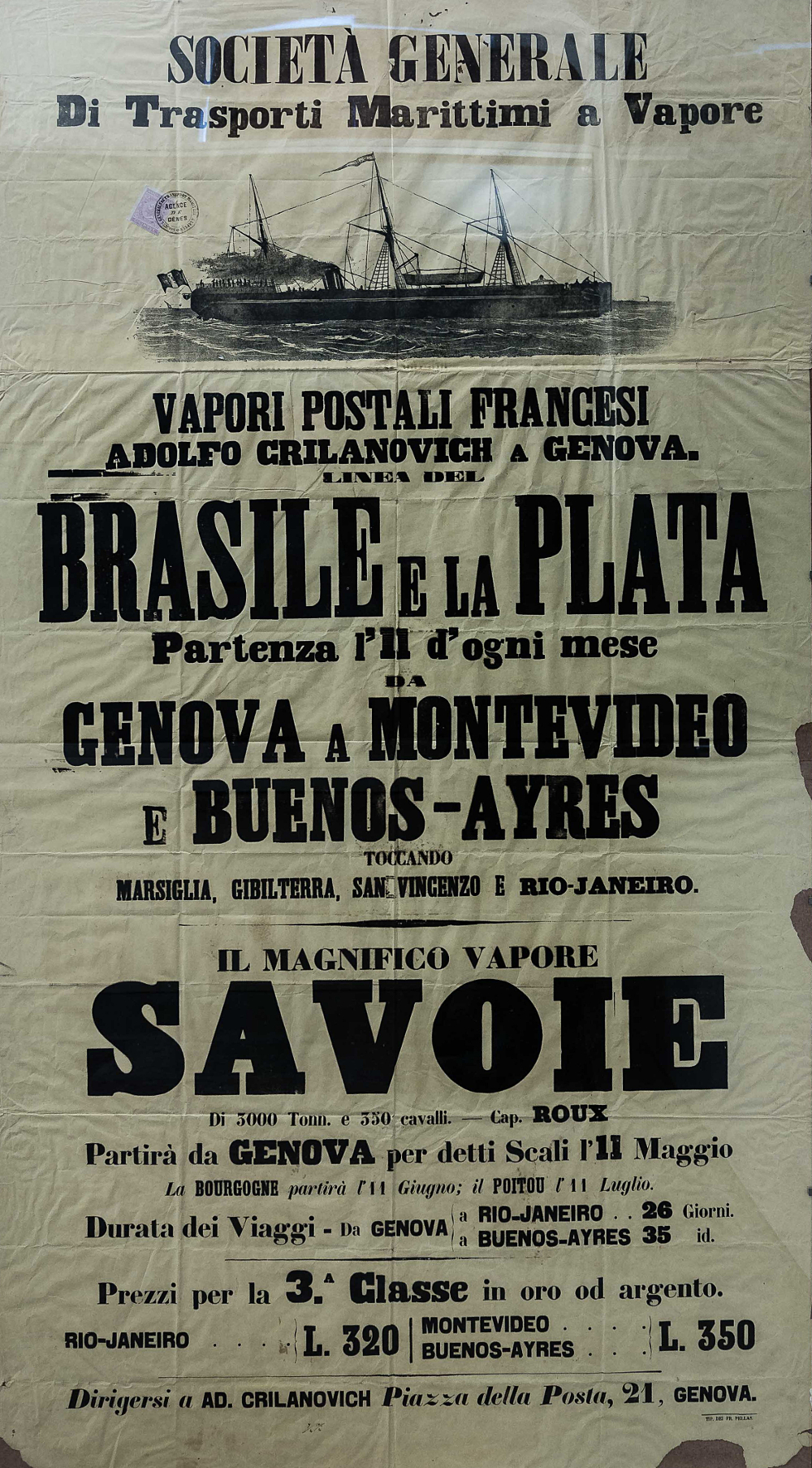
Poster zur italienischen Emigration

Neben der Ausstellungssammlung finden sich auch eine Foto- und Ansichtskartensammlung, eine Fonothek, Filmothek, eine Grafiksammlung sowie ein Archiv historischer Dokumente im Museumsbestand. Die Sammlung historischer Fotos und Ansichtskarten umfasst dabei mittlerweile mehr als 4.000 Stück und bietet gemeinsam mit einer Sammlung von historischen Drucken herausragendes Material um die Veränderungen der Kultur- und Siedlungslandschaft des Veltlins punktuell nachzeichnen zu können.
Dem Museum zugeordnet ist seit 1993 auch das Centro Provinciale di documentazione sull'emigrazione, das zur Erforschung der italienischen Auswanderungsbewegung mit Schwerpunkt auf die Provinz Sondrio gegründet wurde. Im Rahmen dieser Tätigkeit wurden bereits einige Publikationen veröffentlicht, speziell zur Frage der Veltliner Emigranten in Australien. Es findet sich daher auch ein Archiv mit mehr als 1.600 Briefen (in Kopie und Originale) aus Australien in den Beständen.